# 2-D (personaje)
Stuart Harold Pot ("2-D") (Crawley, 23 de mayo de 1978) es un personaje ficticio británico, vocalista principal y pianista de la banda virtual Gorillaz. Fue creado por Damon Albarn  y Jamie Hewlett. De carácter amable, pero muy torpe, inocente y distraído. Se caracteriza sobre todo por su extraño pelo azul el cual fue causado después de caer de un árbol y perderlo, por lo cual, volvió a crecer de este color. y sus ojos completamente negros y vacíos, a causa de dos desgracias (2D) que le provocaron un hifema causados por Murdoc Niccals, quien lo unió a la banda por su increíble voz y su aspecto, increíblemente tierno, sabiendo que era una completa atracción para las chicas.

## Biografía

### Inicio y juventud
Como se cuenta en la biografía oficial del grupo: "Rise Of The Ogre"; Stuart Pot nació en el año 1978 en la modesta ciudad de Crawley, hijo de David (mecánico) y Rachel Pot (enfermera). Desde pequeño fue un muchacho alegre y bondadoso, con un gran fanatismo por la música y aficionado a tocar la melódica.
A los 11 años mientras jugaba en un árbol se cayó de este, golpeándose fuertemente en la cabeza. Este accidente le causaría la total pérdida del cabello y un ligero daño mental que lo acompañaría de por vida. Cuando el pelo le volvió a crecer, este era de color completamente azul.
Creyendo que su vida nunca dejaría de ser tranquila, a los 19 años fue a trabajar a la tienda de música de su tío. Tiempo después conocería a Paula Cracker y se harían novios.

### Fase 1
El 15 de agosto de 1997, mientras atendía a unos clientes en la tienda de su tío, su vida chocaría (literalmente) con la de Murdoc Niccals. Al entrar en primera instancia por la ventana de aquella tienda en un auto robado aterrizó sobre uno de los ojos de 2-D dejándolo en coma, debido a esto Murdoc Niccals es obligado por las autoridades a cuidar del noqueado 2-D, pero un desafortunado día mientras Murdoc realizaba unos trucos en su auto, 2-D salió disparado del interior golpeándose contra el piso, despertando del coma, dañándose el otro ojo y perdiendo también dos dientes, al levantarse Murdoc quedó impresionado con la imagen que se había creado decidió contratar a Stuart para que fuera el cantante de la banda que pensaba formar. Él se dio cuenta de que el llamativo aspecto del joven era ideal para atraer a las chicas, además de que sabía tocar el teclado y poseía una voz espectacular.
Desde ese día, Murdoc le puso el nombre de "2-D" por "Two Dents" (Dos abolladuras, en español). en homenaje a las dos desgracias que le dejó al joven. Además de ellos, luego se les unió el baterista estadounidense Russel Hobbs y durante esa época el puesto de guitarrista fue para su novia de entonces: Paula Cracker, pero fue echada luego de que la encontraran intimando con Murdoc en los baños de Kong Studios (su hogar en ese entonces) exactamente en el cubículo 3. Esto fue dicho por Murdoc en Rise of the ogre.
Una vez que la joven Noodle se incorporó como guitarrista, Gorillaz firmó contrato con EMI y lanzó su debut homónimo en 2001, donde muchas de las canciones serían obras de ella. Seguido de un gran impacto y éxito, a la banda le ofrecieron filmar su propia película, pero el agotamiento de sus compañeros, sumado al enorme ego de su líder terminarían por disolver al grupo luego de que discutieran por el guion del filme. Después de haber sido golpeado gravemente por Murdoc, el cantante decidió quedarse un tiempo en Hollywood con varios amigos famosos que hizo por ahí.

### Fase 2
Luego de pasar un tiempo en los Estados Unidos, Stuart decidió volver a Mongolia donde voló por la arbolada. Sin tener idea de que hacer, fue a trabajar con su padre a la feria. Su aspecto era perfecto para atraer clientes (sobre todo a mujeres). Pasado el tiempo, recibió una llamada de Noodle quien había vuelto a Kong Studios y se encontraba grabando varios demos; querían que volviera para grabar el siguiente éxito de la banda.
Junto a él volvieron Murdoc y Russel, y en 2005 lanzaron su segundo disco: Demon Days, que fue un enorme éxito en ventas y críticas (superior al primero). En la cima del éxito y la fama, la banda realizó varios videoclips y un par de conciertos de mucha importancia (incluyendo presentaciones en los premios Grammy y MTV).
Las cosas terminarían abruptamente luego de la salida del videoclip "El Mañana". Tanto él y Russel se molestaron con Murdoc por la aparente muerte de Noodle en dicha filmación (aunque todo era un plan del satanista para deshacerse de Jimmy Mason, un molesto acosador y un examigo suyo) y decidieron abandonar la banda para nunca volver a saber nada del bajista. Luego de eso 2-D se tomaría unas vacaciones en Jamaica para ordenar sus ideas.

### Fase 3
Luego de la separación del grupo, 2-D se dedicó de manera temporal al modelaje y la actuación. Eso hasta que fue secuestrado por Murdoc, quien lo llevó en una maleta hacia a una isla de basura alejada de todo: Plastic Beach, donde junto a una clon robot llamada Cyborg Noodle (a quien le tenía un miedo horrible) y un montón de músicos de sesión y artistas invitados, sería forzado a grabar el nuevo disco del grupo.
Este estaba encerrado en un cuarto subterráneo que era vigilado por una ballena (su mayor miedo). Él era obligado a cantar para el álbum o de lo contrario, Murdoc lo "mataría". Intentó escapar más de una vez pero sus intentos fueron un total fracaso ya que era descubierto mayormente por Cyborg Noodle.
Una vez editada la placa en 2010, la banda decidió realizar una enorme gira mundial. Pero cada vez que se preparaban para salir al escenario, estos eran encerrados por Damon Albarn y su banda, quien se veía como el verdadero genio detrás de Gorillaz. Fue durante este tiempo que el cantante compuso de manera individual el disco The Fall, lanzado primero de forma digital y hecho prácticamente con aplicaciones de su Ipad.
Terminado el tour, el grupo decidió volver a su hogar, pero en ese momento fueron atacados por diversos enemigos (piratas, demonios y viejos conocidos) que buscaban saldar deudas con Murdoc. Una vez que llegaron a la isla, fue encerrado en su habitación, para que no escapara mientras ocurría el ataque, quien lo vigilaba era una enorme ballena de nombre Massive Dick.
Mientras en la superficie ocurría la batalla, aparecieron Russel y Noodle; quienes luego de enterarse de todo lo que había hecho Murdoc, fueron hacia allí para buscar explicaciones y rescatar al cantante. Sin embargo en ese momento la ballena guardiana se abalanzó hacia la habitación de Stuart, dispuesto a devorarselo. Aparentemente Russel logró detener al mamífero y lo arrojó muy lejos de esa zona.
Finalmente la ballena si terminó devorándose al cantante y ambos terminaron varados en una playa desierta. 2-D pasaría un buen tiempo sobreviviendo como náufrago y alimentándose con los restos del animal, hasta que descubrió que no estaba perdido, sino en las playas de Guadalupe, México.

### Fase 4
Luego de conseguir dinero vendiendo en la calle pulseras de la amistad, el cantante volvió a su tierra natal. Allí se reunió en el hogar de Murdoc al oeste de Londres junto al resto de sus amigos. Habiendo resuelto sus diferencias, se propusieron a lanzar un nuevo álbum.
Gorillaz publicó finalmente su flamante cuarto disco (séptimo, si contamos G-Sides, D-Sides y The Fall) con el nombre: Humanz. Luego de eso, la banda anunció las fechas de su nueva gira mundial a iniciar en junio.

### Fase 5
Durante la gira promocional de Humanz, 2-D empieza a escribir canciones las cuales serían incluidas en el siguiente álbum de la banda, llamado The Now Now, pero durante su realización, se especula que es poseído por algún ente, tomando actitudes extrañas de las cuales Noodle se daría cuenta, mientras que Murdoc se encuentra en prisión y es remplazado durante todo el álbum por Ace, personaje de Las Chicas Superpoderosas y líder de la banda Gangrena.

## Discografía con Gorillaz
Álbumes de estudio
- Gorillaz (2001)
- Demon Days (2005)
- Plastic Beach (2010)
- The Fall (2011)
- Humanz (2017)
- The Now Now (2018)
- Song Machine, Season One: Strange Timez (2020)
- Cracker Island (2023)
- Xandex World (2025)

- Datos: Q2592590
- Multimedia: 2-D / Q2592590